# Forstfeld
Forstfeld là một xã thuộc tỉnh Bas-Rhin trong vùng Grand Est đông bắc Pháp.

## Twin towns
- Condat-sur-Vienne